# دونیاه ایرلاینز
دونیاه ایرلاینز (به انگلیسی: Douniah Airlines) یک شرکت هواپیمایی با کد یاتا DH است. دفتر مرکزی دونیاه ایرلاینز در باماکو، مالی واقع شده‌است و قطب این شرکت هواپیمایی در فرودگاه بین‌المللی باماکو-سانوو قرار دارد و به ۷ مقصد، پرواز مستقیم انجام می‌دهد.